# Hybodus
O género Hybodus (do grego antigo ὗβος - corcunda e ὀδούς - dente) é um género de peixe cartilagíneo extinto, semelhante ao tubarão, da família Hybodontidae e encontra-se bem representado no registo fóssil da Ásia, Europa, África e América do Norte por restos esqueléticos, dentes isolados e espinhos tanto das barbatanas dorsais como cefálicos. Este grupo de tubarões foi muito comum nos oceanos e sobretudo em águas costeiras do Mesozóico, tolerando bem águas de baixa salinidade. A sua distribuição temporal vai desde o final do Pérmico até ao Cretácico Superior

## Descrição

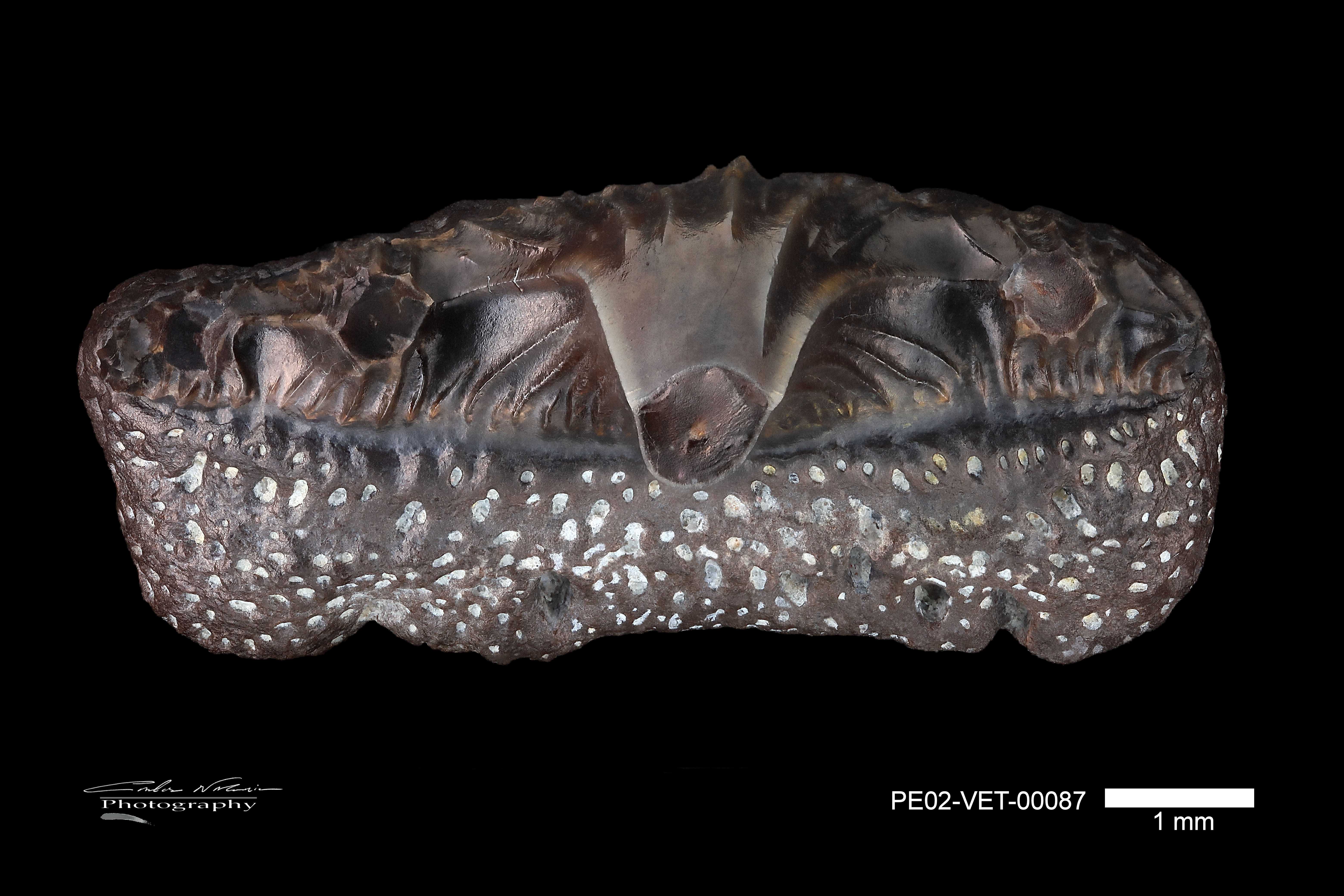
Vista oclusal de dente Hybodus sp. Lourinhã Fm. / Jurássico / Portugal

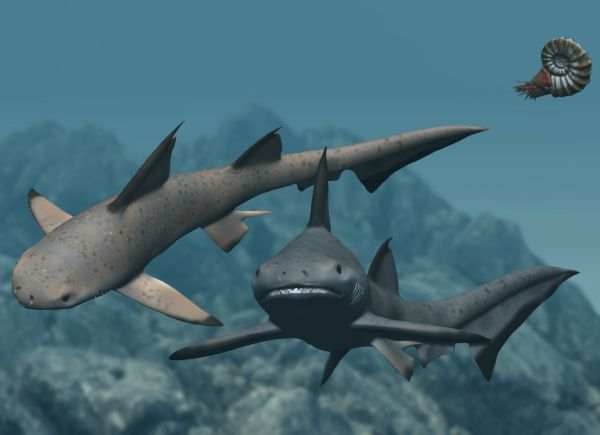
Recriação de Hybodus fraasi

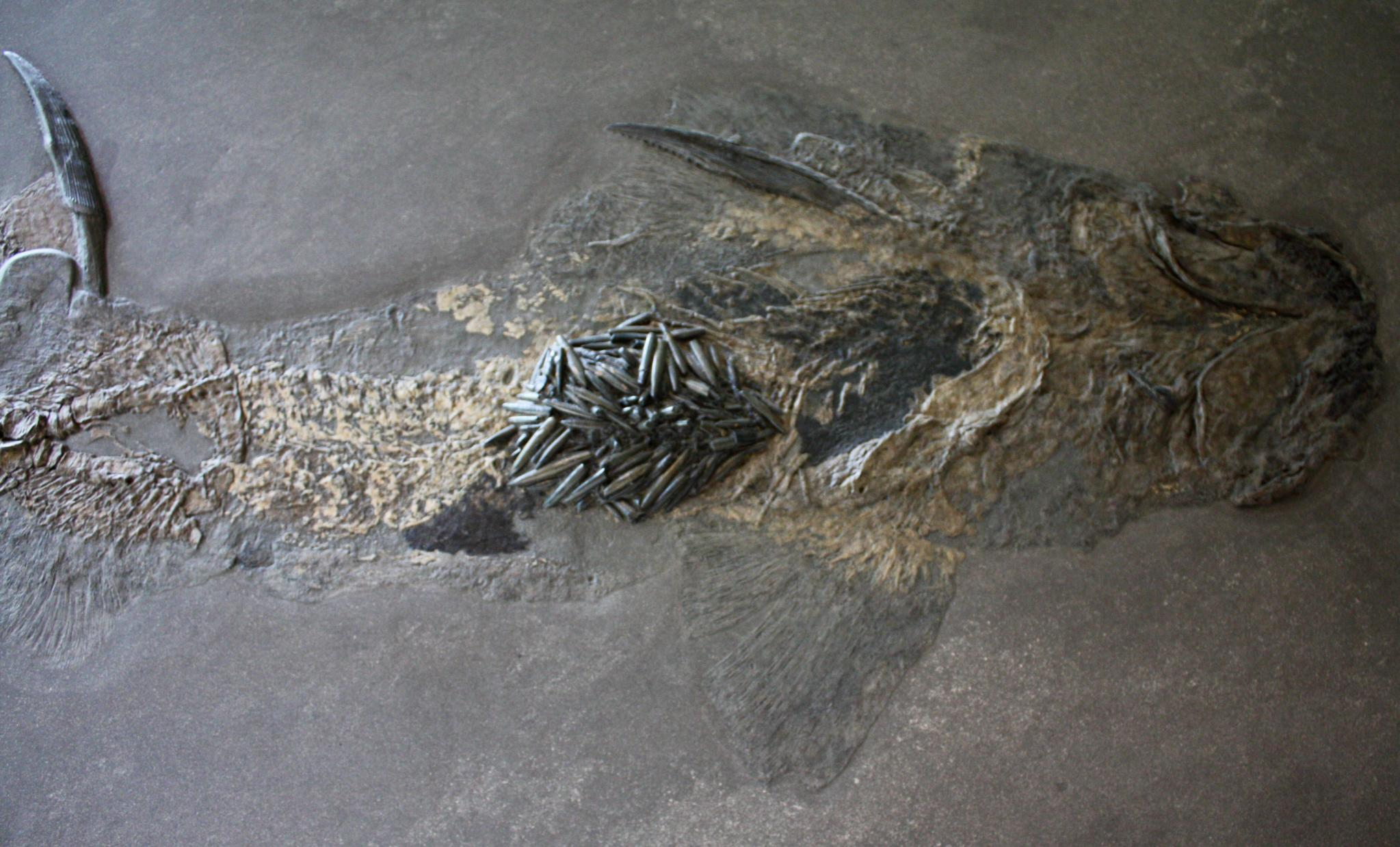
Hybodus hauffianus de Holzmaden com restos de alimentação (belemnites) no trato digestivo

Na sua definição actual o tubarão do género Hybodus faz prova de uma grande longevidade, pois parece ter existido durante toda a era Mesozóica sendo simultaneamente muito comum nos mares de todo o globo. Não sendo de grande dimensão, cerca de 2 metros, tinha no entanto a clássica silhueta de um tubarão com duas barbatanas dorsais antecedidas por acerados espinhos, provavelmente para defesa. A julgar pela dentição e aparelho bucal, deveria alimentar-se de variada alimentação como peixes e outras presas escorregadias como Belemnites, algo que se pode observar no exemplar de Holzmaden (ver foto), um animal superficialmente semelhante ás lulas, já extinto, e que povoava os mares de então. Ecologicamente seria portanto um carnívoro nectónico.
Tendo, como todos os selácios, um esqueleto pouco mineralizado e constituído sobretudo de cartilagem, os vestígios ósseos que nos chegaram são escassos e é sobretudo sobre as diferenças entre dentes e espinhos isolados que a literatura científica se apoiou para distinguir as várias espécies descritas.
Este animal partilhou os oceanos com o grupo origem dos modernos tubarões, os neoselácios, mantendo no entanto um presença constante e aparentemente de sucesso até ao final do período Cretácico.

## Status
O género Hybodus tem sido atribuído a bastantes vestígios fósseis, na grande maioria fragmentos de espinhos e dentes isolados, que nem sempre correspondem ao descrito e originalmente ilustrado no trabalho monográfico de  Louis Agassiz (1833-1844) 
, tendo sido realçado o carácter vago de muitas determinações e descrições .

## Espécies
- †Hybodus acutus Agassiz, 1837
- †Hybodus apicalis Agassiz, 1837
- †Hybodus carinatus Agassiz, 1837
- †Hybodus crassispinus Agassiz, 1837
- †Hybodus crassus Agassiz, 1837
- †Hybodus curtus Agassiz, 1837
- †Hybodus dimidiatus Agassiz, 1837
- †Hybodus dorsalis Agassiz, 1837
- †Hybodus ensatus Agassiz, 1837
- †Hybodus formosus Agassiz, 1837
- †Hybodus leptodus Agassiz, 1837
- †Hybodus leviusculus Agassiz, 1837
- †Hybodus major Agassiz, 1837
- †Hybodus marginalis Agassiz, 1837
- †Hybodus pleiodus Agassiz, 1837
- †Hybodus reticulatus Agassiz, 1837
- †Hybodus striatulus Agassiz, 1837
- †Hybodus subcarinatus Agassiz, 1837
- †Hybodus sulcatus Agassiz, 1837
- †Hybodus tenuis Agassiz, 1837
- †Hybodus delabechei Charlesworth, 1839
- †Hybodus angulatus Münster, 1841
- †Hybodus hexagonus Münster, 1841
- †Hybodus lawsoni Duff, 1842
- †Hybodus angustus Agassiz, 1843
- †Hybodus cuspidatus Agassiz, 1843
- †Hybodus dubius Agassiz, 1843
- †Hybodus inflatus Agassiz, 1843
- †Hybodus longiconus Agassiz, 1843
- †Hybodus medius Agassiz, 1843
- †Hybodus mougeoti Agassiz, 1843
- †Hybodus obtusus Agassiz, 1843
- †Hybodus plicatilis Agassiz, 1843
- †Hybodus raricostatus Agassiz, 1843
- †Hybodus sublaevis Agassiz, 1843
- †Hybodus undulatus Agassiz, 1843
- †Hybodus bassanus Egerton, 1844
- †Hybodus cloacinus Quenstedt, 1858
- †Hybodus mackrothi Geinitz, 1861
- †Hybodus dubriensis Makie, 1863
- †Hybodus novus Henry, 1876
- †Hybodus austiensis Davis, 1881
- †Hybodus punctatus Davis, 1881
- †Hybodus pinii Bassani, 1886
- †Hybodus dewalquei Forir, 1887
- †Hybodus levis Woodward, 1889
- †Hybodus multiconus Jaekel, 1889
- †Hybodus multiplicatus Jaekel, 1889
- †Hybodus clarkensis Cragin, 1894
- †Hybodus hauffianus Fraas, 1895
- †Hybodus copei Hay, 1899
- †Hybodus nevadensis Wemple, 1906
- †Hybodus shastensis Wemple, 1906
- †Hybodus ensensis Woodward, 1916
- †Hybodus ensis Woodward, 1916
- †Hybodus microdus Stensiö, 1921
- †Hybodus rapax Stensiö, 1921
- †Hybodus sasseniensis Stensiö, 1921
- †Hybodus brabanticus Leriche, 1930
- †Hybodus grewingki Dalinkevicius, 1935
- †Hybodus houtienensis Young, 1940
- †Hybodus antingensis Liu, 1962
- †Hybodus butleri Thurmond, 1971
- †Hybodus huangnidanensis Wang, 1977
- †Hybodus storeri Case, 1978
- †Hybodus montanensis Case, 1978
- †Hybodus yohi Yang et al., 1984
- †Hybodus zuodengensis Yang et al., 1984
- †Hybodus rajkovichi Case, 2001
- †Hybodus novojerseyensis Case & Cappetta, 2004
- †Hybodus aequitridentatus Cuny et al., 2008
- †Hybodus bugarensis Pla et al., 2013